# Croix de chemin de Choisey
La croix de chemin de Choisey (ou croix de la Ruchotte ou croix de la fontaine) est une croix monumentale située sur le territoire de la commune de Choisey, en France.

## Généralités
La croix de chemin est située en bordure de la route départementale 231, dans le village de Choisey, dans le département français du Jura, en région Bourgogne-Franche-Comté.

## Historique
La croix date du 4e quart du XVe siècle ou du XVIe siècle.
La croix est classée au titre des monuments historiques par arrêté du 18 avril 1906.

## Description
Le monument repose sur un socle carré, possédant des inscriptions de date : 1535 et 1784. Sur ce socle, un fût de section octogonale a la particularité de posséder un blason de la famille de Bourgeois, installée en 1349 à Dole, en son milieu. Surmontant ce fût, une croix également de section octogonale qui présente, au niveau iconographique, un Christ en croix d'un côté et une Vierge à l'enfant de l'autre côté. Ces figures iconographiques ont été fortement dégradées au début du XXe siècle: Le Christ n'a plus ses membres inférieurs et la vierge a été décapitée.